# Matt Davies
Matthew Davies-Kreye, född 14 oktober 1979 i Maesteg, Wales var sångare i bandet Funeral for a Friend och i countrybandet The Secret Show som han har som projekt utanför Funeral for a Friend. Som förklaring till de förvånade fansen säger han att han är uppväxt med countrymusik och har en spridd musiksmak och vill testa något lite annorlunda. 
Han spelar även gitarr i vissa låtar på skivan Tales Don't Tell Themselves. Matt bor i Wales med sin fru, men lyckas hålla privatlivet ganska hemligt.